# 卡緬縣

53°58′11″N 14°47′9″E / 53.96972°N 14.78583°E
卡緬縣（波蘭語：Powiat kamieński），是波蘭的縣份，位於該國西北部，由西波美拉尼亞省負責管轄，首府設於波莫瑞地區卡緬，面積1,007平方公里，2006年人口47,604，人口密度每平方公里47人。